# Coupe de l'UDEAC 1984
Navigation
Édition suivante
La Coupe de l'UDEAC 1984 est la première édition de cette compétition d'Afrique centrale. Organisée à Brazzaville en République du Congo du 9 au 20 décembre 1984, elle est remportée par le Cameroun.

## Phase de groupes
Les deux premiers de chaque groupe se qualifient pour la phase finale. Les non-qualifiés se rencontrent dans un match pour la cinquième place.
Une victoire vaut deux points, un match nul un point, et une défaite zéro point.

### Groupe A
Les matchs se déroulent du 9 au 14 décembre 1984.
| Rang | Équipe                    | Pts | J | G | N | P | Bp | Bc | Diff |  | Résultats (▼ dom., ► ext.) | Drapeau de la république du Congo |     |     |
| ---- | ------------------------- | --- | - | - | - | - | -- | -- | ---- |  | -------------------------- | --------------------------------- | --- | --- |
| 1    | République du Congo       | 4   | 2 | 2 | 0 | 0 | 7  | 1  | +6   |  | République du Congo        |                                   | 2-1 | 5-0 |
| 2    | République centrafricaine | 1   | 2 | 0 | 1 | 1 | 2  | 3  | -1   |  | République centrafricaine  |                                   |     | 1-1 |
| 3    | Guinée équatoriale        | 1   | 2 | 0 | 1 | 1 | 1  | 6  | -5   |  | Guinée équatoriale         |                                   |     |     |

### Groupe B
Les matchs se déroulent du 10 au 14 décembre 1984.
| Rang | Équipe   | Pts | J | G | N | P | Bp | Bc | Diff |  | Résultats (▼ dom., ► ext.) |  |     |     |
| ---- | -------- | --- | - | - | - | - | -- | -- | ---- |  | -------------------------- |  | --- | --- |
| 1    | Cameroun | 3   | 2 | 1 | 1 | 0 | 2  | 0  | +2   |  | Cameroun                   |  | 0-0 | 2-0 |
| 2    | Gabon    | 2   | 2 | 0 | 2 | 0 | 3  | 3  | 0    |  | Gabon                      |  |     | 3-3 |
| 3    | Tchad    | 1   | 2 | 0 | 1 | 1 | 3  | 5  | -2   |  | Tchad                      |  |     |     |

## Phase finale

### Match pour la cinquième place
Le match se tient le 16 décembre 1984.
| Équipe 1 | Résultat | Équipe 2           | T.a.b. |
| -------- | -------- | ------------------ | ------ |
| Tchad    | 1 - 1    | Guinée équatoriale | 3 - 2  |

### Tableau final
Le cas échéant, le score de la séance de tirs au but est indiqué entre parenthèses.
|  | Demi-finales              | Demi-finales        |                        |       | Finale           | Finale           |
|  | Demi-finales              | Demi-finales        |                        |       | Finale           | Finale           |
|  |                           |                     |                        |       |                  |                  |
|  | 17 décembre 1984          | 17 décembre 1984    |                        |       | 20 décembre 1984 | 20 décembre 1984 |
|  | 17 décembre 1984          | 17 décembre 1984    |                        |       | 20 décembre 1984 | 20 décembre 1984 |
|  | Cameroun                  | 7                   |                        |       | 20 décembre 1984 | 20 décembre 1984 |
|  | Cameroun                  | 7                   |                        |       | 20 décembre 1984 | 20 décembre 1984 |
|  | République centrafricaine | 1                   |                        |       | 20 décembre 1984 | 20 décembre 1984 |
|  | République centrafricaine | 1                   | Cameroun               | 2 (5) |                  |                  |
|  | 17 décembre 1984          |                     | Cameroun               | 2 (5) |                  |                  |
|  |                           | République du Congo | 2 (4)                  |       |                  |                  |
|  | République du Congo       | République du Congo | 2 (4)                  | 3     |                  |                  |
|  | République du Congo       |                     |                        | 3     |                  |                  |
|  | Gabon                     | 0                   |                        |       |                  |                  |
|  | Gabon                     | 0                   | Match pour la 3e place |       |                  |                  |
|  |                           |                     |                        |       |                  |                  |
|  | 19 décembre 1984          |                     |                        |       |                  |                  |
|  |                           |                     |                        |       |                  |                  |
|  | Gabon                     | 2 (5)               |                        |       |                  |                  |
|  | Gabon                     | 2 (5)               |                        |       |                  |                  |
|  | République centrafricaine | 2 (4)               |                        |       |                  |                  |
|  | République centrafricaine | 2 (4)               |                        |       |                  |                  |

| Vainqueur de la Coupe de l'UDEAC 1984 : Cameroun Premier titre |